# LaPorte County
LaPorte County är ett administrativt område i nordligaste delen av delstaten Indiana, USA, med 111 467 invånare. Den administrativa huvudorten (county seat) är La Porte.

## Geografi
Enligt United States Census Bureau så har countyt en total area på 1 588 km². 1 549 km² av den arean är land och 38 km² är vatten.

### Angränsande countyn
- Berrien County, Michigan - nord
- Saint Joseph County - öst
- Starke County - syd
- Jasper County - sydväst
- Porter County - väst

### Orter
- Kingsbury
- La Porte (huvudort)
- Michigan City
- Trail Creek
- Westville